# Biskupská rezidence v Ostravě
Biskupská rezidence v Ostravě je sídlo biskupa ostravsko-opavské diecéze a jeho úřadu, stejně jako biskupský úřad samotný. Nachází se na Kostelním náměstí v Ostravě.
Po založení diecéze v roce 1996 sídlilo biskupství nejprve ve 2. patře farní budovy na náměstí Msgre. Šrámka. V roce 1998 byla zahájena stavba nové budovy, která byla slavnostně vysvěcena a uvedena do provozu 11. února 2000.
Nová budova stojí vedle kostela svatého Václava na místě zbořené průmyslové školy. Moderní stavba vyvolala protichůdné reakce, které ji označují jak za rušivou (vzhledem k historické budově kostela v těsné blízkosti), tak za zajímavé doplnění prostoru. Na jejím průčelí se nachází plastika sv. Hedviky Slezské v nadživotní velikosti.
Adresa: Biskupství ostravsko-opavské, Kostelní náměstí 1, Ostrava, 728 02